# Góra (gromada w powiecie płockim)
Góra – dawna gromada, czyli najmniejsza jednostka podziału terytorialnego Polskiej Rzeczypospolitej Ludowej w latach 1954–1972.
Gromady, z gromadzkimi radami narodowymi (GRN) jako organami władzy najniższego stopnia na wsi, funkcjonowały od reformy reorganizującej administrację wiejską przeprowadzonej jesienią 1954 do momentu ich zniesienia z dniem 1 stycznia 1973, tym samym wypierając organizację gminną w latach 1954–1972.
Gromadę Góra z siedzibą GRN w Górze utworzono – jako jedną z 8759 gromad na obszarze Polski – w powiecie płockim w woj. warszawskim, na mocy uchwały nr VI/10/13/54 WRN w Warszawie z dnia 5 października 1954. W skład jednostki weszły obszary dotychczasowych gromad Brudzyno, Goszczyno, Góra, Góra Nowa, Karwowo-Krzywanice, Karwowo-Podgórze, Marychnów, Rostkowo i Strzeszewo oraz wieś Żochowo z dotychczasowej gromady Żochowo ze zniesionej gminy Staroźreby w tymże powiecie. Dla gromady ustalono 16 członków gromadzkiej rady narodowej.
31 grudnia 1959 do gromady Góra przyłączono wsie Dłużniewo Duże, Dłużniewo Małe, Sokolniki i Małachowo ze znoszonej gromady Rogotwórsk w tymże powiecie.
1 stycznia 1961 z gromady Góra wyłączono wsie Małachowo i Sokolniki, włączając je do gromady Drobin w tymże powiecie.
31 grudnia 1961 do gromady Góra włączono obszar zniesionej gromady Piączyn (bez wsi Pomianowo-Dzierki) oraz wsie Majdany i Włóki ze zniesionej gromady Daniszewo w tymże powiecie.
31 grudnia 1962 z gromady Góra wyłączono wieś Nadółki-Majdany, włączając ją do gromady Bulkowo w tymże powiecie.
Gromada przetrwała do końca 1972 roku, czyli do kolejnej reformy gminnej.